# Anastrophyllum minutum
Anastrophyllum minutum (deutsch Schlankes Kahnblattmoos, Kleines Keillappenmoos) ist eine Lebermoos-Art aus der Ordnung Lophoziales und gehört zur Gruppe der beblätterten Lebermoose.
Nach der 2020 veröffentlichten "An annotated checklist of bryophytes of Europe, Macaronesia and Cyprus" heißt die Art nunmehr Sphenolobus minutus (Schreb.) Berggr. Die Gattung Sphenolobus wird dabei der Familie Anastrophyllaceae innerhalb der Ordnung Jungermanniales zugeordnet.

## Merkmale
Die Pflanzen sind bis 3 Zentimeter lang, etwa 0,8 bis 1,2 Millimeter breit und bilden lockere, gelbbraune bis braungrüne, an tiefschattigen Standorten auch grüne Rasen. Die sehr regelmäßige Beblätterung geben der Pflanze ein kammförmiges Aussehen. Die am Stämmchen quer angewachsenen und abstehenden Flankenblätter sind kahnförmig, selten kugelschalig, bis 0,6 Millimeter lang und im oberen Drittel in zwei zugespitzte oder abgerundete Lappen geteilt. Die Blattzellen sind bis um etwa 20 Mikrometer groß, abgerundet quadratisch bis rechteckig, die Zellwände sind verdickt. Pro Zelle sind zirka 3 bis 10 Ölkörper vorhanden. Unterblätter fehlen. Die Geschlechterverteilung ist diözisch. Die weiblichen Hüllblätter sind zwei- bis vierlappig, das Perianth zylindrisch und oben tief gefaltet, die Mündung gezähnt. Manchmal werden an den Stämmchenspitzen Brutkörper gebildet, diese sind rot, eckig, 15 bis 30 Mikrometer groß und meist zweizellig.

## Standortansprüche
Anastrophyllum minutum wächst auf unterschiedlichen sauren Substraten an schattigen, mäßig frischen bis mäßig trockenen, meist humosen Standorten. Dabei werden Silikatfelsen, Nischen in Silikatblockhalden, Humusüberzüge über Silikatgestein wie auch über Kalkgestein, weiters Rohhumus und morsches Holz besiedelt. Über der Waldgrenze ist es auch in humiden Zwergstrauchheiden oder Felsfluren in Nordlage zu finden. In den Alpen lebt es von untermontanen bis subnivalen Höhenlagen.

## Verbreitung
In den Alpen ist die Art besonders in den kalkarmen Teilen meist verbreitet, in der Böhmischen Masse zerstreut, im Schwarzwald gibt es größere Bestände.
In Europa gibt es Vorkommen im westlichen, nördlichen und zentralen Teil; die südliche Grenze sind die Pyrenäen, Oberitalien und Bulgarien. Weitere Vorkommen werden von Sibirien, Japan, Nordamerika, der Arktis, den Azoren und von Südafrika angegeben.